# Trichacis vitreus
Trichacis vitreus är en stekelart som beskrevs av Peter Neerup Buhl 1997. Trichacis vitreus ingår i släktet Trichacis och familjen gallmyggesteklar. Inga underarter finns listade i Catalogue of Life.